# Rue Nestor De Tière
La rue Nestor De Tière (en néerlandais : Nestor De Tièrestraat) est une rue bruxelloise de la commune de Schaerbeek qui va du square François Riga à la chaussée de Helmet en passant par la rue du Dahlia et la rue Jan Blockx.
Cette rue porte le nom d'un écrivain belge, Nestor de Tière, né à Eine en 1856 et décédé à Forest en 1920.
Il existe également une Nestor de Tièrestraat à Alost et Audenarde

## Adresse notable
- no 15 : Find Europe (AEGEE)